# Edoardo Affini
Edoardo Affini, född 24 juni 1996 i Mantua, är en italiensk professionell landsvägscyklist.

## Karriär
Edoardo Affini blev professionell 2017. Vid europamästerskapen i landsvägscykling 2024 tog han guld i det individuella tempoloppet och i den mixade lagtempostafetten.